# Malporus werneri
Malporus werneri är en skalbaggsart som beskrevs av Chandler 1997. Malporus werneri ingår i släktet Malporus och familjen kvickbaggar. Inga underarter finns listade i Catalogue of Life.